# Télépathie
Pour le groupe de musique, voir Telepathe.

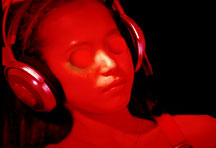
Expérience de privation sensorielle visant à démontrer la possibilité de la télépathie.

La télépathie (du grec τῆλε / têle, « loin, au loin », et πάθεια / pátheia, « sentiment », de πάθoς / páthos, ce que l'on éprouve) est un hypothétique échange d’informations entre deux personnes n’impliquant aucune interaction sensorielle connue.
En parapsychologie, la télépathie fait partie des perceptions extra-sensorielles, comme précurseur de la précognition et de la clairvoyance ; un des protocoles utilisés pour l'étudier est le ganzfeld.
L'existence de la télépathie n'est pas reconnue par la communauté scientifique, les expériences des parapsychologues sont fortement critiquées, notamment pour leurs biais méthodologiques.
La télépathie est un sujet très utilisé par de nombreux auteurs de science-fiction.

## Histoire

### Définition
Le terme télépathie est une francisation du mot anglais telepathy, inventé par le physicien Frederic William Henry Myers et al. en 1882, pour décrire un des aspects de la parapsychologie étudiée à la Society for Psychical Research, elle-même issue de la Cambridge Ghost Society. Voici les premières lignes de l'introduction de Phantasms of the Living, dont le titre en français est Les Hallucinations télépathiques :

« Le titre de ce livre ne peut suffire à en expliquer le sujet. Notre intention est de nous occuper dans cet ouvrage de toutes les classes de phénomènes qui peuvent nous offrir quelque raison de supposer que l'esprit d'un homme ait agi sur l'esprit d'un autre, sans que l'on ait prononcé une parole, ou écrit un mot, ou fait un signe. 
Nous avons donné d'ailleurs le nom de télépathie à cette transmission des pensées ou des sentiments, et nous rappelons dans cet ouvrage les preuves expérimentales sur lesquelles nous nous fondons pour affirmer la réalité de la télépathie. Mais nous avons rangé parmi les phénomènes télépathiques une vaste classe de faits qui semblent, au premier abord, forts différents d'une simple transmission de pensée. Je veux parler des apparitions ; nous ne nous occuperons point cependant des prétendues apparitions des morts, mais seulement des apparitions des vivants. »

D'après Myers et al. : « C'est dans l'état magnétique que l'on a observé pour la première fois la transmission de pensée. Les observations sont en très petit nombre. Elles sont éparses ; elles ont été faites, en France surtout, de 1825 à 1850. Les phénomènes que l'on observait, c'était une certaine communauté de sensations entre l'opérateur et le sujet. »

### Liens avec la psychologie
La psychologie naissante s'est intéressée à la télépathie, avec Myers donc, mais aussi Léon Marillier, Charles Richet, Pierre Janet, Alfred Binet, Théodore Flournoy, Ambroise-Auguste Liébeault, Henry Sidgwick, Camille Flammarion, Henri Piéron, Nicolas Vaschide, William James, Edmund Gurney (en), Albert von Schrenck-Notzing, Enrico Morselli, Hugo Münsterberg ; la communauté scientifique des psychologues fit une place à cette thématique dans le 1er congrès de psychologie physiologique, dans les débats de la Société de psychologie physiologique, dès 1884 et dans les congrès internationaux de psychologie de 1889, 1892 et 1896,,. Sigmund Freud s'est, de son côté, intéressé à la transmission de pensée, en cherchant à lui donner une interprétation psychanalytique,. Les psychologues cliniciens Thomas Rabeyron et Renaud Evrard relèvent dans la correspondance de Freud et Ferenczi, qui s’étend de 1908 à 1933, les « questionnements récurrents [...] concernant la réalité objective de la télépathie. Sans preuve expérimentale de cette dernière, semblent-ils se demander comment prendre en compte son éventuelle influence en psychanalyse ? Cette interrogation les conduit à étudier et à écarter plusieurs explications, en particulier l’hyperesthésie, la fraude et la cryptomnésie. »

## Recherche
La plupart des scientifiques considèrent que la télépathie n'existe pas ou sont très sceptiques, car il n'y a aucune preuve fiable de son existence : « Si les ingénieurs ou les médecins acceptaient le niveau de preuve qui est accepté par les partisans du paranormal, les ponts s'écrouleraient dans tout le pays, et les nouveaux médicaments tueraient plus qu'ils ne guérissent. »
Selon Brian Josephson, la télépathie existe mais les études scientifiques sur le sujet sont censurées et discriminées par les revues scientifiques de référence comme Nature ou Science . Josephson est critiqué par des physiciens qui pensent que ses flirts avec la Méditation transcendantale et le paranormal ont été intellectuellement désastreux pour lui.
En 1994, les parapsychologues Honorton et Bem écrivent dans le Psychological Bulletin que les résultats en faveur de la télépathie obtenus avec le ganzfeld sont suffisants pour les porter à l'attention plus large de la communauté en psychologie. Selon eux, ces résultats sont plus probants que bien d'autres résultats généralement acceptés sans controverse par la communauté scientifique. Ils concluent que la plausibilité sur le plan théorique de la télépathie semble influencer l'analyse des résultats statistiques.
Selon Satwant Pasricha (en), de l'Institut des sciences médicales de Dehra Dun, les situations apparemment télépathiques apparaissent généralement entre deux personnes qui partagent des liens affectifs, émotionnels ou d'amour forts, dans le cadre familial, notamment entre parents et enfants, amical, marital ou thérapeutique ; des manifestations physiques communes ont pu également être rapportées, comme des jumelles partageant la douleur des contractions avant l'accouchement de l'une d'elles.

## Télépathie et maladies psychiques
Des malades psychiatriques qui ont des troubles de la pensée, des hallucinations ou de la paranoïa sont persuadés que certaines de leurs pensées ne sont pas les leurs et que d'autres personnes (extraterrestres, individus malveillants) mettent des pensées dans leur tête (insertion de pensées, courant durant l'URSS de Staline : propagande, « bourrage de crâne »…[réf. nécessaire]). Certains patients ressentent que leurs pensées sont enlevées de leur esprit ou effacées (effacement de pensées). Ces symptômes peuvent être réduits par les médicaments antipsychotiques. Les malades atteints de schizophrénie peuvent ressentir leurs hallucinations auditives comme de la télépathie.
Selon Carl Gustav Jung (contemporain de Sigmund Freud), qui a développé son concept d'inconscient collectif, cela permettrait d'expliquer en partie le fonctionnement des rêves et de certains phénomènes paranormaux dont la télépathie. Les Jungiens assimilent les « voix » dont parlent certains patients à l'inconscient « qui s'exprime » au-delà du phénomène de censure comme décrit par Freud (système de l'inconscient selon la première topique). L'hypothèse jungienne a souvent été taxée de mysticisme.

## Dans la culture populaire
La télépathie est un sujet fréquent de fiction (et de science-fiction), par exemple dans Star Wars. Les formes d'utilisation de la télépathie sont variées. Certains personnages ne peuvent que recevoir les pensées qui leur sont volontairement envoyées ou seulement celles d'une personne unique. Par exemple dans la nouvelle Time for the Stars, de Robert A. Heinlein (1956), certains jumeaux sont capables de communiquer par télépathie.
À la fin des années 1960, David Cronenberg, alors jeune étudiant à Toronto, réalise son premier moyen-métrage Stereo (1969) qui décrit l'expérience du professeur Luther Stringfellow : huit hommes et femmes sont observés dans un centre de recherche après avoir subi une opération du cerveau ayant pour effet d'augmenter leur facultés télépathiques. L'occasion en est faite pour le Canadien de démonter les rouages de la manipulation psychique et sectaire.
Certains télépathes peuvent lire les pensées des personnes qu'ils touchent (cf. le willing-game), à la façon des Vulcains dans la série Star Trek. André Bormanis, écrivain et consultant pour Star Trek a expliqué que la télépathie invoquée dans cette série utilise un « champ de psion » qui constitue le milieu à travers lequel les pensées et les sentiments sont communiqués. Certains humanoïdes peuvent se connecter à ce champ grâce à une sorte d'organe situé dans leur cerveau. Il fonctionne à la manière de l'œil humain, capable de voir dans une partie du spectre électromagnétique.
Dans le livre Shining de Stephen King, et le film de Stanley Kubrick, le petit Danny a aussi un don de télépathie (nommé le shining), ce qui permet de communiquer et ainsi d'appeler au secours ceux qui ont aussi ce pouvoir.
Dans la série Harry Potter de J. K. Rowling, la télépathie est une capacité dénommée legilimancie.
Dans la série Le Pouvoir des Cinq de Anthony Horowitz, les jumeaux Jamie et Scott Tyler ont une capacité innée de télépathie qui leur permet de lire les pensées des autres et même de les contrôler. Ils savent en permanence ce que l'autre est en train de faire, ce qui leur permet de gagner de l'argent par des numéros de cirque dans la ville de Reno, au Nevada, aux États-Unis.
Certains écrivains considèrent la télépathie comme une évolution de l'humanité. Dans Just a Couple of Days de Tony Vigorito, la télépathie se répand dans l'espèce humaine par le biais du virus Pied Piper.
Dans À la poursuite des Slans de A. E. van Vogt, les humains n'acceptent pas la présence de télépathes (les Slans) au sein de la société. Un courant paranoïaque naît au sein des télépathes visant à éliminer la menace humaine et ainsi proclamer la suprématie de ce qu'ils considèrent comme l'évolution naturelle humaine. L'auteur se penche sur des situations paradoxales telles que la lutte contre un ennemi connaissant vos pensées.
Certains télépathes ont la capacité de contrôler les esprits, ce qui inclut l'injection de pensées, sentiments, visions hallucinatoires dans l'esprit d'un autre et peut causer la douleur, la paralysie, la perte de conscience, l'altération ou l'effacement de la mémoire, voire la prise de contrôle totale de la personne. C'est le cas, par exemple, de la race Carpathe dans les romans de Christine Feehan, du Professeur Xavier des X-Men et de la Reine Blanche dans les BD Marvel. Ces personnages peuvent avoir ou ne pas avoir aussi la capacité de lire les pensées.
La série Devta écrite en ourdou met en scène Farhad Ali Taimur, un télépathe engagé dans la bataille du bien contre le mal.
La télépathie est aussi présentée sous son aspect technique dans la littérature. Elle utilise principalement des implants neuronaux. Les Schèmes Mystifs de la série L’Espace de la révélation d'Alastair Reynolds utilisent leur technologie en remplacement de leur faculté de parole. Certains d'entre eux utilisent des attaques électroniques pour détruire ou contrôler l'esprit d'autres Schèmes ou de machines.

## Des technologies de télépathie
Certaines personnes, qui se nomment souvent elles-mêmes « transhumanistes », affirment que les technologies de télépathie vont devenir inévitables pour le futur de l'humanité. Ils nomment les technologies mises en œuvre « techlépathie », « télépathie synthétique », « ou « psychotronique ». Kevin Warwick de l'Université de Reading, en Angleterre est un des chefs de file de ce mouvement et il a consacré toutes ses recherches récentes en cybernétique au développement de modes d'interconnexion entre le système nerveux humain et les ordinateurs. Il soutient que la sélection naturelle va faire de la télépathie le premier mode de communication entre les hommes, car ils en auront absolument besoin pour se développer sur les plans économique et social,.